# أبو العباس الدينوري
 أَبُو الْعَبَّاس الدينَوَرِي، واسمه أحْمد بن مُحَمَّد، أحد علماء أهل السنة والجماعة ومن أعلام التصوف السني في القرن الرابع الهجري، قال عنه أبو عبد الرحمن السلمي[ ؟ ]: «من أفتى الْمَشَايِخ وَأَحْسَنهمْ طَريقَة واستقامة، وَكَانَ يعظ النَّاس وَيتَكَلَّم على لِسَان الْمعرفَة بِأَحْسَن كَلَام»، وقال عنه أبو القاسم القشيري: «كان عالمًا فاضلاً». صحب يُوسُف بن الْحُسَيْن وَعبد الله الخراز وَأَبا مُحَمَّد الْجريرِي وَأَبا الْعَبَّاس بن عَطاء وَلَقي رويماً، ورد نيسابور وَأقَام بهَا مُدَّة، ثمَّ رَحل من نيسابور إِلَى سَمَرْقَنْد وَمَات بهَا بعد 340 هـ.

## من أقواله
- الْعَالم متفاوتون فِي تَرْتِيب مشاهدات الْأَشْيَاء فقوم رجعُوا من الْأَشْيَاء إِلَى الله تَعَالَى فشاهدوا الْأَشْيَاء من حَيْثُ الْأَشْيَاء ثمَّ رجعُوا عَنْهَا إِلَى الله عز وَجل وَقوم رجعُوا من الله تَعَالَى إِلَى الْأَشْيَاء من غير غيبتهم عَنهُ فَلم يرَوا شَيْئا إِلَّا وَرَأَوا الْحق قبله وَقوم بقوا مَعَ الْأَشْيَاء لأَنهم لم يكن لَهُم طَرِيق مِنْهَا إِلَى الله ليجتازوا بهَا عَلَيْهَا.[1]
- اعْلَم أَن أدنى الذّكر أَن ينسى مَا دونه وَنِهَايَة الذّكر أَن يغيب الذاكر فِي الذّكر عَن الذّكر ويستغرق بمذكوره عَن الرُّجُوع إِلَى مقَام الذّكر وَهَذَا حَال فنَاء الفناء.[3]